# Тулешов, Станислав Иванович
Станисла́в Ива́нович Тулешо́в (род. 27 октября 1948, Куйбышев) — советский и российский джазовый музыкант (барабанщик) и педагог, представитель джазовой сцены Самары.
Музыкант-самоучка. На профессиональной сцене с 1966 года. Во время службы в армии играл в джазовом ансамбле Приволжского военного округа под руководством Николая Левиновского и Владимира Горшкова. После демобилизации работал в областных филармониях (Челябинск, Куйбышев, Рязань, Барнаул). Играл в трио пианиста Григория Файна, в оркестре «Самара-бэнд» под управлением Владимира Гузиева, в ансамбле «Джаз-хит». Выступал в разных составах на российских джазовых фестивалях (Горький, Ленинград, Москва, Набережные Челны, Пермь, Уфа). Преподавал ударные инструменты в джазовой студии «Движение», основанной Сергеем Равиным.